# Hans Rupe (Chemiker)

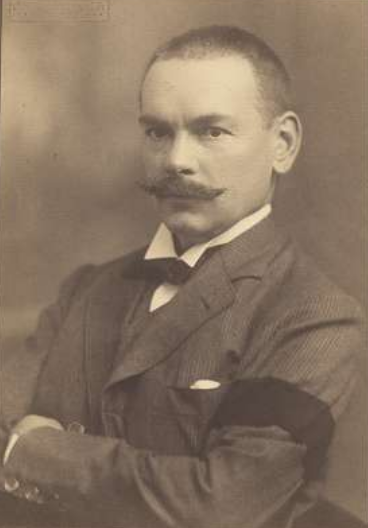
Hans Rupe

Johannes H. W. „Hans“ Rupe (* 9. Oktober 1866 in Basel; † 12. Januar 1951 ebenda) war ein Schweizer Chemiker und Professor für Organische Chemie an der Universität Basel.

## Leben
Sein Vater Johannes Rupe war Kaufmann und stammte wie die Mutter aus Westfalen (Minden). Rupe interessierte sich früh für Chemie und Botanik, angeregt durch seinen Vater, der Chemie studiert hatte. Er schwankte zwischen Biologie und Chemie und wandte sich unter dem Einfluss seines Onkels Charles A. Joy der Chemie zu. Nach dem Abitur 1885 studierte er Chemie in Basel (bei Julius Piccard), Straßburg (bei Friedrich Rose und Rudolf Fittig) und ab 1887 auf Anraten seines Onkels Joy (der in München lebte und mit Baeyer befreundet war) in München bei Adolf von Baeyer, bei dem er 1889 promoviert wurde (Über die Reaktionsprodukte der Dichloromuconsäure). 1894 wurde er Dozent an der Chemieschule in Mülhausen, habilitierte sich 1895 in Basel und lehrte ab 1899 an der Universität Basel, ab 1903 als außerordentlicher Professor und ab 1912 als Nachfolger von Rudolf Nietzki als ordentlicher Professor für Organische Chemie (während sein Kollege Friedrich Fichter nach Teilung des Chemie-Lehrstuhls bei der Emeritierung Nietzkis den Lehrstuhl für Anorganische Chemie übernahm). 1915 war er Rektor der Universität. 1937 wurde er emeritiert.
Er befasste sich mit organisch-präparativer Chemie und besonders mit Farbchemie. 1918 veröffentlichte er über einen neuen auf Nickel basierenden Katalysator für die Hydrierung, das nach ihm benannte Rupe-Nickel. Weitere Arbeitsgebiete waren Terpene, Campher und Ethinylcarbinol-Umlagerung (eine nach Rupe benannte Variante der Meyer-Schuster-Umlagerung).
Er war 1901 einer der Gründer und 1907 bis 1909 Präsident der Schweizerischen Chemischen Gesellschaft. Rupe war viele Jahre in der Redaktion der Zeitschrift der Gesellschaft Helvetica Chimica Acta. 1932 wurde er Mitglied der Leopoldina
Er heiratete 1907 Margaretha Hagenbach, Tochter des Physikers Eduard Hagenbach-Bischoff, und hatte mit ihr drei Kinder. 1936 heiratete er als Witwer Margaretha Lutz.

## Schriften (Auswahl)
- Anleitung zum Experimentieren in der Vorlesung über organische Chemie. Vieweg, Braunschweig 1909, 2. Auflage 1930.
- Adolf von Baeyer als Lehrer und Forscher. Erinnerungen aus seinem Privatlaboratorium. F. Enke, Stuttgart 1932.